# Espectro de resposta
Espectro de resposta é o gráfico que mostra a variação da resposta máxima, isto é, pode ser uma máxima amplitude, máxima velocidade, máximo deslocamento, com a frequência natural de um sistema com um grau de liberdade a uma função forçante especificada. Tendo em vista que a resposta máxima é representada em gráfico em relação à frequência natural , o espectro de resposta da a resposta máxima de todos os possíveis sistemas de um grau de liberdade. Com isso, para determinar sua resposta máxima, apenas será necessário conhecer a frequência natural e seu espectro de resposta a uma função forçante definida.
Tal ferramenta, é utilizada fatalmente em engenharia de projetos para terremotos, pois é necessário se conhecer a amplitude máxima do abalo sísmico.

## Conceito
Para que melhor se perceba o conceito, imagine-se a seguinte situação: um conjunto de osciladores lineares de um grau de liberdade, caracterizados por diferentes valores de frequência própria (ou período próprio), e todos com o mesmo valor de coeficiente de amortecimento, é sujeito a uma determinada ação sísmica.

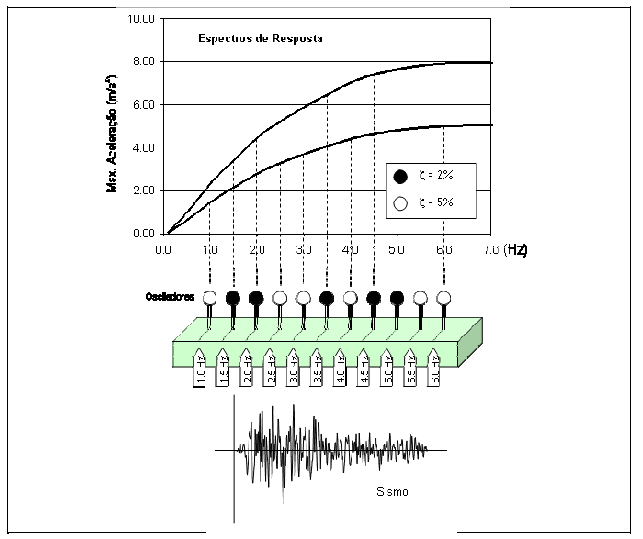
Conceito de Espectro de Resposta (esquema).

Supondo que estes osciladores estão munidos de equipamento capaz de medir a evolução ao longo do tempo de determinada grandeza representativa da sua resposta (por exemplo, a aceleração absoluta da massa do oscilador), é possível determinar, para cada oscilador, o valor máximo da referida grandeza para a ação sísmica em causa. A representação gráfica do valor máximo da resposta de cada um destes osciladores em função da sua frequência própria (ou do seu período) e do valor do coeficiente de amortecimento, constitui o Espectro de Resposta Linear daquela ação sísmica para a grandeza em análise.
O espectro de resposta a uma excitação associa as respostas máximas de osciladores de um grau de liberdade, com freqüência natural e amortecimento arbitrários, quando submetidos a essa excitação. Portanto, para a obtenção dos espectros de resposta nas várias posições onde estão localizados e apoiados os sistemas secundários, é necessário o conhecimento do histórico de respostas da estrutura civil, SP, à excitação sísmica.
Existem alguns pormenores que caracterizam os espectros de resposta. Um deles é o facto de os espectros de resposta de acelerações absolutas tenderem para zero quando a frequência própria dos osciladores tende para zero (ou o período tende para infinito). É fácil de compreender a razão porque tal acontece. Se imaginarmos um oscilador  extremamente flexível (frequência própria muito baixa), pode ocorrer movimento do solo sem que o oscilador se mova. Esta situação limite só é possível se imaginarmos um oscilador totalmente desprovido de rigidez. Sendo assim, se não há movimento do oscilador, então as acelerações absolutas deste são nulas o que vem confirmar a propriedade do espectro em análise.
Como a análise modal é, actualmente, a técnica a mais divulgada em termos de análise sísmica de estruturas com comportamento linear, não é de estranhar que a quase totalidade da regulamentação actual caracterize a acção sísmica (ou acções sísmicas) de dimensionamento através dos seus espectros de resposta. Na maioria dos casos os espectros de resposta apresentados na regulamentação referem-se à resposta em termos de aceleração absoluta, mas outros espectros de resposta podem ser considerados, como por exemplo os espectros de resposta de deslocamentos relativos solo-estrutura, ou espectros de resposta de velocidades relativas.
Desta forma podemos concluir que o cálculo pelo critério espectral é o mais adequado, pois temos condições de avaliar a distribuição da resposta da estrutura para varias faixas de frequências, com garantia de que as regiões mais sensíveis serão avaliadas e todas as ondas serão levadas em consideração.

## Representação
A representação mais comum do espectro de resposta é em acelerações absolutas. Estes valores tanto podem ser representados em função da frequência ou em função do período. Por vezes também é necessário representar o espectro de resposta de deslocamentos, sobretudo quando o que está em causa é a avaliação da deformação da estrutura ou os movimentos nos apoios. A representação convencional dos espectros de resposta corresponde a diversas curvas – tantas quantas os valores do coeficiente de amortecimento considerados – que traduzem a relação entre o valor máximo da grandeza e a sua frequência própria.

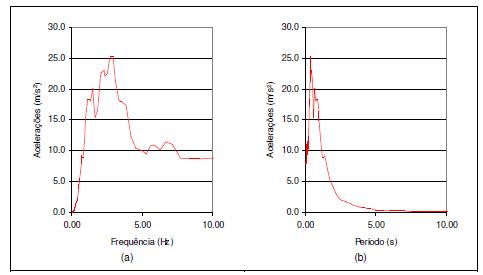
Espectros de resposta em função da frequência (a) e período (b) (Kobe, 1995).

O espectro de resposta de deslocamentos caracteriza-se por ter valores elevados associados às frequências mais baixas (ou períodos mais altos). Não nos podemos esquecer que a grandeza que está em causa é o deslocamento relativo entre a estrutura e o solo, pelo que é compreensível que os valores mais altos esteja associados às estruturas mais deformáveis, ou seja, às estruturas com frequência baixa.

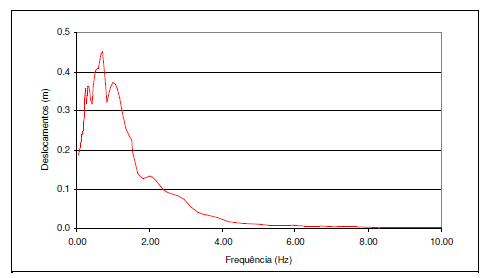
Espectros de resposta de deslocamentos (Kobe, 1995).

Recentemente surgiu uma nova forma de representar os espectros de resposta em acelerações e em deslocamentos designada por formato ADRS (de Acceleration and Displacement Response Spectrum).

## Aplicações
Geralmente a excitação correspondente ao terremoto máximo postulado para o sítio é fornecida em termos de Espectro de Repostas de Projeto - ERP, que fornece as amplitudes máximas de respostas em aceleração de osciladores considerados apoiados em um ponto de afloração rochosa no sítio. 
A descrição mais direta do movimento de um terremoto no domínio do tempo é dada por acelerogramas registrados por instrumentos denominados acelerógrafos de movimento forte. O acelerógrafo registra 3 componentes ortogonais da aceleração do solo em certa localização. Um espectro de resposta é usado para dar representação mais descritiva da influencia de determinado terremoto sobre uma estrutura ou máquina. É possível representar em gráfico a resposta máxima de um sistema com um grau de liberdade em termos da aceleração, pseudovelocidade relativa e deslocamento relativo usando escalas logarítmicas. 
Contudo, no projeto de máquinas e estruturas sujeitas a choque provocado pelo solo, como acontece no caso de um terremoto, o espectro de resposta correspondente a excitação de base é útil. No caso de um choque provocado pelo solo, de modo geral, usa-se o espectro de resposta a velocidade. Então os espectros de deslocamento e aceleração são expressos em termos do espectro de velocidade.   